# Morlock Automobile Manufacturing Company
Morlock Automobile Manufacturing Company war ein US-amerikanischer Hersteller von Automobilen. Eine andere Quelle verwendet die Firmierung Morlock Automobile Company.

## Unternehmensgeschichte
J. F. Morlock kaufte im Frühjahr 1903 die Reste der aufgelösten Spaulding Automobile & Motor Company vom Insolvenzverwalter. Er gründete sein eigenes Unternehmen in Buffalo im US-Bundesstaat New York. Zunächst verkaufte er die übernommenen Fahrzeuge von Spaulding. Danach begann die Produktion von Automobilen. Der Markenname lautete Morlock. Im Oktober 1903 endete die Produktion aufgrund von finanziellen Problemen. Im November 1903 wurde festgestellt, dass zehn Fahrzeuge fehlen. Im Januar 1904 wurde das Unternehmen offiziell aufgelöst.

## Fahrzeuge
Die Fahrzeuge ähnelten den vorherigen Modellen von Spaulding. Ein Einzylindermotor mit 6 PS Leistung war unter dem Sitz montiert und trieb die Hinterachse an. Das Fahrgestell hatte 183 cm Radstand. Zur Wahl standen ein Runabout mit zwei Sitzen und ein Dos-à-dos mit vier Sitzen.